# Melinda Czink
Melinda Czink, née le 22 octobre 1982 à Budapest, est une joueuse de tennis professionnelle hongroise.
Elle s'est imposée au tournoi de Québec en 2009, son unique succès en simple sur le circuit WTA.

## Palmarès

### Titre en simple dames
| No | Date       | Nom et lieu du tournoi | Catégorie | Dotation  | Surface         | Finaliste      | Score         |          |
| -- | ---------- | ---------------------- | --------- | --------- | --------------- | -------------- | ------------- | -------- |
| 1  | 14/09/2009 | Challenge Bell, Québec | Intern'l  | 220 000 $ | Moquette (int.) | Lucie Šafářová | 4-6, 6-3, 7-5 | Parcours |

### Finale en simple dames
| No | Date       | Nom et lieu du tournoi             | Catégorie | Dotation  | Surface    | Vainqueure   | Score    |          |
| -- | ---------- | ---------------------------------- | --------- | --------- | ---------- | ------------ | -------- | -------- |
| 1  | 10/01/2005 | Canberra Women’s Classic, Canberra | Tier V    | 110 000 $ | Dur (ext.) | Ana Ivanović | 7-5, 6-1 | Parcours |

### Titre en double dames
Aucun

### Finale en double dames
| No | Date       | Nom et lieu du tournoi          | Catégorie | Dotation  | Surface    | Vainqueures                      | Partenaire             | Score             |          |
| -- | ---------- | ------------------------------- | --------- | --------- | ---------- | -------------------------------- | ---------------------- | ----------------- | -------- |
| 1  | 04/01/2010 | Brisbane International Brisbane | Intern'l  | 220 000 $ | Dur (ext.) | Andrea Hlaváčková Lucie Hradecká | Arantxa Parra Santonja | 2-6, 7-63, [10-4] | Parcours |

## Parcours en Grand Chelem

### En simple dames
| Année | Open d'Australie | Open d'Australie | Internationaux de France | Internationaux de France | Wimbledon       | Wimbledon           | US Open         | US Open             |
| ----- | ---------------- | ---------------- | ------------------------ | ------------------------ | --------------- | ------------------- | --------------- | ------------------- |
| 2003  | 1er tour (1/64)  | Chanda Rubin     | -                        | -                        | -               | -                   | 3e tour (1/16)  | Lindsay Davenport   |
| 2004  | 2e tour (1/32)   | Vera Zvonareva   | 1er tour (1/64)          | Virginia Ruano           | 1er tour (1/64) | Alicia Molik        | 1er tour (1/64) | Maria Elena Camerin |
| 2005  | -                | -                | -                        | -                        | 1er tour (1/64) | Amélie Mauresmo     | -               | -                   |
| 2006  | 1er tour (1/64)  | Yuan Meng        | 2e tour (1/32)           | Anastasia Myskina        | 2e tour (1/32)  | Amy Frazier         | 1er tour (1/64) | Aiko Nakamura       |
| 2007  | 1er tour (1/64)  | Virginia Ruano   | 1er tour (1/64)          | Tzipora Obziler          | 1er tour (1/64) | Ana Ivanović        | -               | -                   |
| 2009  | 2e tour (1/32)   | Zheng Jie        | 3e tour (1/16)           | Svetlana Kuznetsova      | 1er tour (1/64) | Amélie Mauresmo     | 2e tour (1/32)  | Serena Williams     |
| 2010  | 1er tour (1/64)  | Stefanie Vögele  | 1er tour (1/64)          | Julia Görges             | 1er tour (1/64) | Agnieszka Radwańska | -               | -                   |
| 2011  | -                | -                | -                        | -                        | 3e tour (1/16)  | Peng Shuai          | -               | -                   |
| 2012  | -                | -                | 2e tour (1/32)           | A. Pavlyuchenkova        | 2e tour (1/32)  | Serena Williams     | 1er tour (1/64) | Maria Sharapova     |
| 2013  | 1er tour (1/64)  | Ana Ivanović     | 1er tour (1/64)          | Francesca Schiavone      | -               | -                   | -               | -                   |

À droite du résultat, l’ultime adversaire.

### En double dames
| Année | Open d'Australie             | Open d'Australie           | Internationaux de France      | Internationaux de France | Wimbledon                     | Wimbledon                   | US Open                            | US Open                    |
| ----- | ---------------------------- | -------------------------- | ----------------------------- | ------------------------ | ----------------------------- | --------------------------- | ---------------------------------- | -------------------------- |
| 2004  | 1er tour (1/32) Anikó Kapros | Petra Mandula P. Wartusch  | -                             | -                        | -                             | -                           | -                                  | -                          |
| 2006  | -                            | -                          | 1er tour (1/32) Kaia Kanepi   | S. Bammer Julia Schruff  | 1er tour (1/32) Vania King    | Yan Zi Zheng Jie            | 1er tour (1/32) Ant. Serra Zanetti | Maret Ani Meilen Tu        |
| 2009  | -                            | -                          | 1er tour (1/32) N. Grandin    | Cara Black Liezel Huber  | 1er tour (1/32) N. Grandin    | A.-L. Grönefeld Vania King  | 1er tour (1/32) N. Grandin         | O. Govortsova Kudryavtseva |
| 2010  | 2e tour (1/16) N. Grandin    | A. Kleybanova F. Schiavone | 1er tour (1/32) Arantxa Parra | V. Azarenka V. Zvonareva | 1er tour (1/32) Arantxa Parra | M. Rybáriková K. Koukalová  | -                                  | -                          |
| 2011  | -                            | -                          | -                             | -                        | 1er tour (1/32) I.-C. Begu    | Nadia Petrova An. Rodionova | -                                  | -                          |
| 2012  | -                            | -                          | -                             | -                        | -                             | -                           | 1er tour (1/32) Ágnes Szávay       | A. Hlaváčková L. Hradecká  |
| 2013  | 2e tour (1/16) B. Jovanovski | N. Grandin V. Uhlířová     | -                             | -                        | -                             | -                           | -                                  | -                          |

Sous le résultat, la partenaire ; à droite, l’ultime équipe adverse.

## Parcours en «Premier Mandatory» et «Premier 5»
Découlant d'une réforme du circuit WTA inaugurée en 2009, les tournois WTA « Premier Mandatory » et « Premier 5 » constituent les catégories d'épreuves les plus prestigieuses, après les quatre levées du Grand Chelem.

### En simple dames
| Année |              | Premier Mandatory       | Premier Mandatory             | Premier Mandatory           | Premier Mandatory            |       | Premier 5 | Premier 5                   | Premier 5  | Premier 5 | Premier 5                  | Premier 5 | Premier 5 |
| Année | Indian Wells | Miami                   | Madrid                        | Pékin                       |                              | Dubaï | Rome      | Canada                      | Cincinnati |           | Tokyo                      |           |           |
| Année | Indian Wells | Miami                   | Madrid                        | Pékin                       |                              | Doha  | Rome      | Canada                      | Cincinnati |           | Wuhan                      |           |           |
| Année | Indian Wells | Miami                   | Madrid                        | Pékin                       |                              |       | Rome      | Canada                      | Cincinnati |           |                            |           |           |
| 2009  |              |                         |                               |                             | 2e tour (1/16) E. Dementieva |       |           |                             |            |           | 3e tour (1/8) C. Wozniacki |           |           |
| 2010  |              | 1er tour (1/64) K. Date | 2e tour (1/32) M. Kirilenko   | 1er tour (1/32) A. Dulgheru |                              |       |           | 1er tour (1/32) F. Pennetta |            |           |                            |           |           |
| 2011  |              |                         | 1er tour (1/64) S. Lisicki    |                             |                              |       |           |                             |            |           |                            |           |           |
| 2012  |              |                         | 2e tour (1/32) Li N.          |                             |                              |       |           |                             |            |           |                            |           |           |
| 2013  |              |                         | 1er tour (1/64) O. Govortsova |                             |                              |       |           |                             |            |           |                            |           |           |

Sous le résultat, l’ultime adversaire.

### En double dames
| Année | Premier Mandatory | Premier Mandatory | Premier Mandatory | Premier Mandatory | Premier Mandatory | Premier Mandatory            | Premier Mandatory | Premier Mandatory | Premier 5 | Premier 5 | Premier 5 | Premier 5 | Premier 5 | Premier 5 | Premier 5 | Premier 5 | Premier 5  | Premier 5  | Premier 5 | Premier 5 | Premier 5 | Premier 5 |
| Année | Indian Wells      | Indian Wells      | Miami             | Miami             | Madrid            | Madrid                       | Pékin             | Pékin             | Dubaï     | Dubaï     | Doha      | Doha      | Rome      | Rome      | Canada    | Canada    | Cincinnati | Cincinnati | Tokyo     | Tokyo     | Wuhan     | Wuhan     |
| ----- | ----------------- | ----------------- | ----------------- | ----------------- | ----------------- | ---------------------------- | ----------------- | ----------------- | --------- | --------- | --------- | --------- | --------- | --------- | --------- | --------- | ---------- | ---------- | --------- | --------- | --------- | --------- |
| 2009  |                   |                   |                   |                   |                   |                              |                   |                   |           |           |           |           |           |           |           |           |            |            |           |           |           |           |
| —     | —                 | —                 | —                 | —                 | —                 | 1er tour (1/16) Radwańska    | Yan Zheng         | —                 | —         |           |           | —         | —         | —         | —         | —         | —          | —          | —         |           |           |           |
| 2011  |                   |                   |                   |                   |                   |                              |                   |                   |           |           |           |           |           |           |           |           |            |            |           |           |           |           |
| —     | —                 | —                 | —                 | —                 | —                 | 1er tour (1/16) Amanmuradova | Benešová Strýcová | —                 | —         |           |           | —         | —         | —         | —         | —         | —          | —          | —         |           |           |           |

N.B. : le nom de la partenaire se trouve sous le résultat ; le nom des ultimes adversaires se trouve à droite.

## Parcours aux Jeux olympiques

### En simple dames
| # | Date       | Nom de l'olympiade           | Surface    | Résultat        | Ultime adversaire | Score    |          |
| - | ---------- | ---------------------------- | ---------- | --------------- | ----------------- | -------- | -------- |
| 1 | 15/08/2004 | Olympic Tennis Event Athènes | Dur (ext.) | 1er tour (1/32) | Venus Williams    | 6-1, 6-2 | Parcours |

### En double dames
| # | Date       | Nom de l'olympiade           | Surface    | Résultat        | Partenaire   | Ultimes adversaires        | Score         |          |
| - | ---------- | ---------------------------- | ---------- | --------------- | ------------ | -------------------------- | ------------- | -------- |
| 1 | 15/08/2004 | Olympic Tennis Event Athènes | Dur (ext.) | 1er tour (1/16) | Anikó Kapros | Akiko Morigami Saori Obata | 3-6, 7-5, 6-3 | Parcours |

## Classements WTA en fin de saison

### En simple
| Année | 2000 | 2001 | 2002 | 2003 | 2004 | 2005 | 2006 | 2007 | 2008 | 2009 | 2010 | 2011 | 2012 | 2013 | 2014 |
| Rang  | 660  | 322  | 178  | 83   | 131  | 92   | 94   | 126  | 103  | 38   | 311  | 140  | 96   | 245  | 352  |

Source : (en) « Classements de Melinda Czink », sur le site officiel du WTA Tour

### En double
| Année | 2000 | 2001 | 2002 | 2003 | 2004 | 2005 | 2006 | 2007 | 2008 | 2009 | 2010 | 2011 | 2012 | 2013 | 2014 |
| Rang  | 503  | 503  | 448  | 201  | 169  | 250  | 132  | 181  | 109  | 112  | 109  | 474  | 1140 | 216  | 754  |

Source : (en) « Classements de Melinda Czink », sur le site officiel du WTA Tour